# Carbonato di magnesio
Il carbonato di magnesio è il sale di magnesio dell'acido carbonico, avente formula molecolare MgCO3. È presente in natura nel minerale magnesite, che è incolore se pura, e in varie altre forme idrate, di colore bianco. In acqua è quasi insolubile, ancora meno solubile del carbonato di calcio. È inoltre presente nella dolomite (CaMg(CO3)2). Macinato in forma di pulverulenta è utilizzato come antitraspirante in molti sport: ginnastica artistica, getto del peso, lancio del martello, tiro del giavellotto, salto con l'asta, sollevamento pesi, arrampicata.

## Proprietà
Le forme più comuni del carbonato di magnesio sono: la magnesite, un sale anidro, e i di, tri e penta idrati noti come barringtonite, nesquehonite e lansfordite. 

### Magnesite

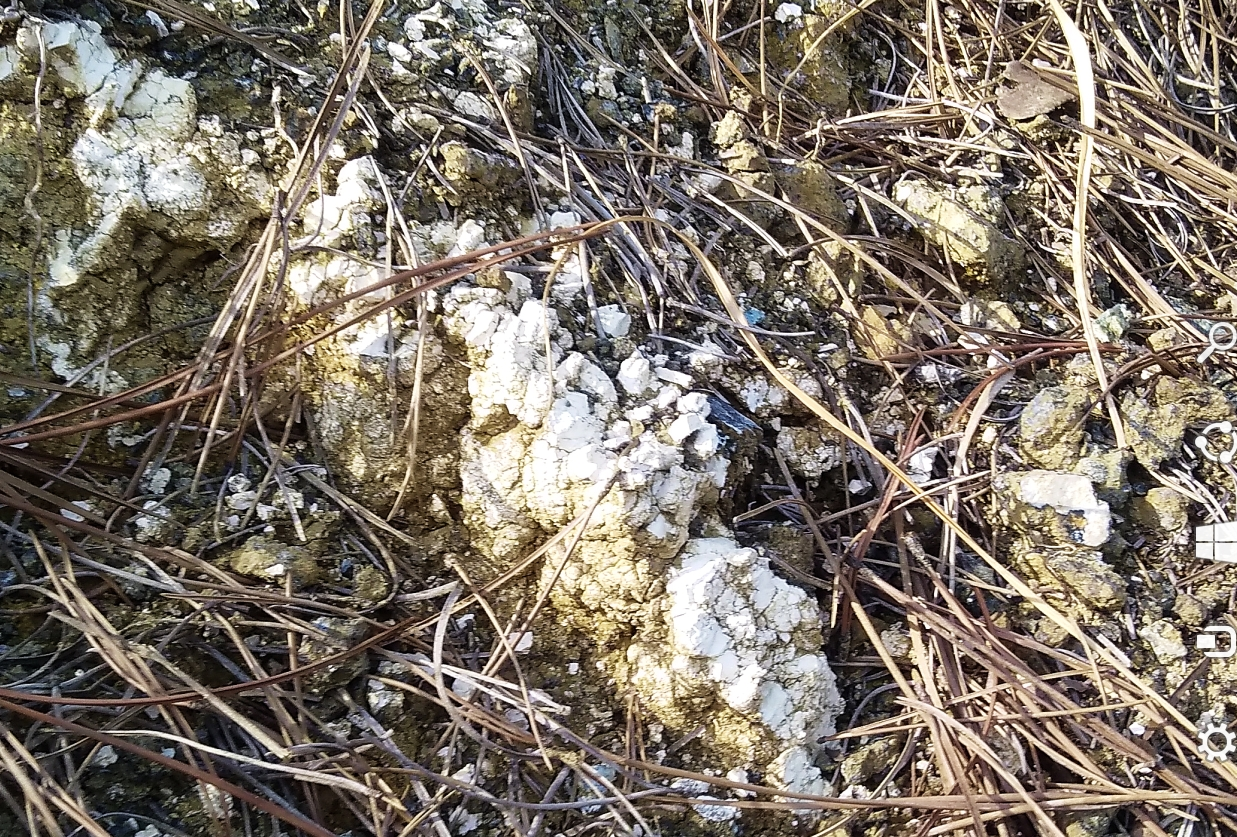
Uno strato di magnesite affiorante presso il Monte Baron (Givoletto)

La magnesite è composta da cristalli trigonali di color bianco e risulta praticamente insolubile tanto in acqua come in acetone e ammoniaca. Con massa molecolare pari a 84,31 u una composizione pari a: 28,83% Mg, 14,25% C, 56,93 O (o 47,80 MgO, 52,20 CO2) con impurezze di ferro, manganese, calcio, cobalto o nichel.

### Barringtonite, nesquehonite, lansfordite
Al contrario della magnesite, queste tre forme si dissolvono in composti acidi. Le loro formule chimiche sono rispettivamente: MgCO3·2H2O, MgCO3·3H2O e MgCO3·5H2O.La  barringtonite (diidrato) ha una struttura triciclica e si può trovare sulla superficie del basalto olivina, mentre la nesquehonite (triidrato) presenta una struttura monociclica; infine, la lansfordite (pentaidrato) è un solido cristallino bianco con cristalli monociclici e si presenta spesso sotto forma di stalattite nelle miniere di carbone antracite.

## Reazioni
Anche se il carbonato di magnesio si ottiene normalmente grazie alle attività estrattive della magnesite, si può sintetizzare esponendo l'idrossido di magnesio al diossido di carbonio, sotto una pressione che vada da 3,5 a 5 atm e a una temperatura di 50 °C secondo questa reazione: 
Mg(OH)2 + 2CO2 → Mg(HCO3)2
con la produzione di bicarbonato di magnesio solubile. Dopodiché la soluzione viene filtrata e si lascia seccare nel vuoto per produrre carbonato di magnesio sotto forma di sale idratato:
Mg2+ + 2HCO3- → MgCO3 + CO2 + H2O
Quando il carbonato di magnesio si discioglie in un acido, si decompone liberando diossido di carbonio, come per esempio in queste due reazioni:
MgCO3 + 2HCl → MgCl2 + CO2 + H2O
MgCO3 + H2SO4 → MgSO4 + CO2 + H2O
A temperature alte, inoltre, il carbonato di magnesio si decompone in ossido di magnesio e diossido di carbonio: questo processo è detto calcinazione
MgCO3 → MgO + CO2

## Utilizzo in ambito sportivo

### Ginnastica artistica

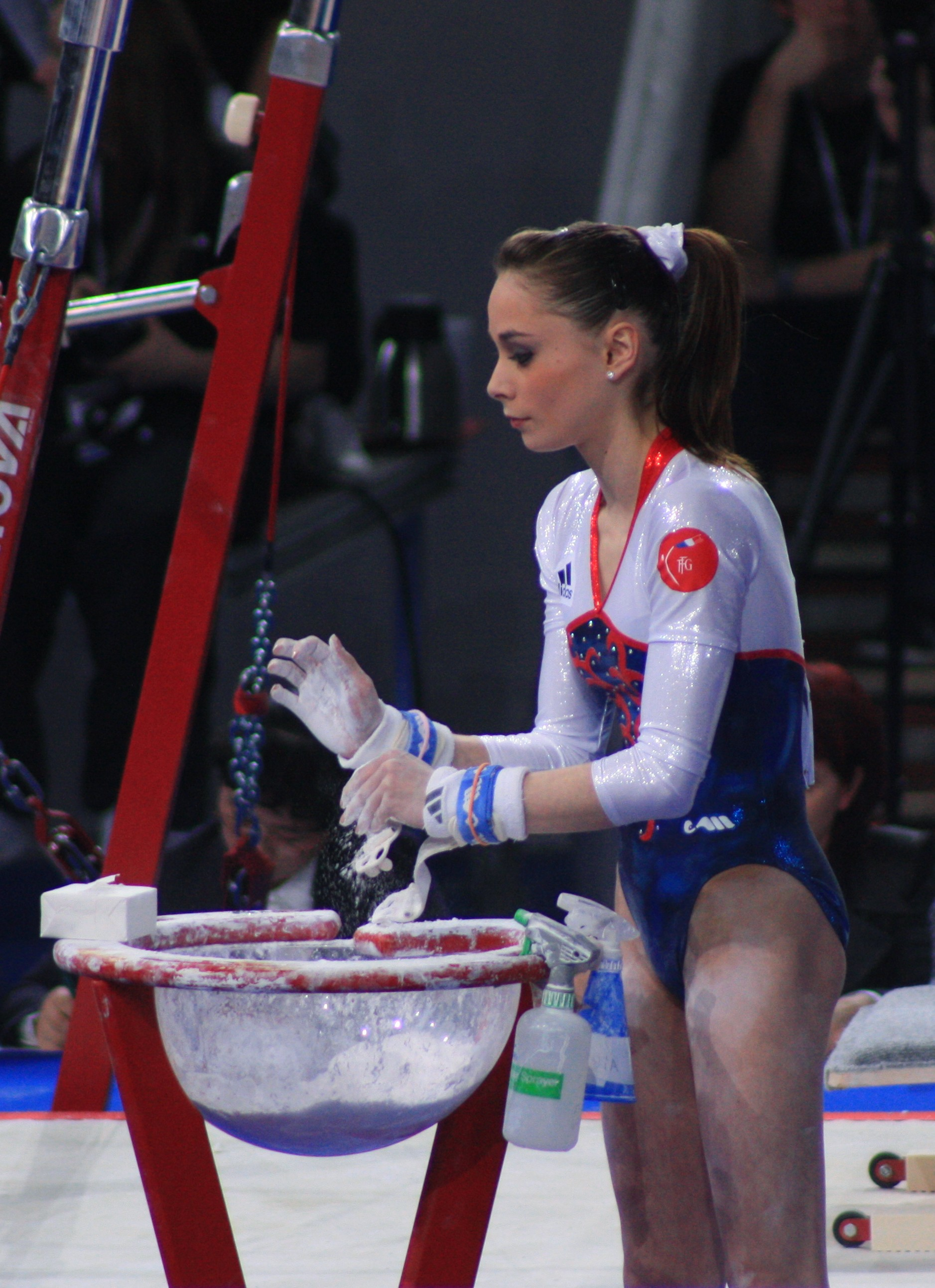
Utilizzo in ginnastica artistica

Viene utilizzato dai ginnasti per asciugare il sudore e aumentare la presa di varie parti del corpo come mani, piedi, zone ascellari. Viene applicato anche sugli attrezzi (anelli, bilanciere, parallele simmetriche, cavallo con maniglie, sbarra e parallele asimmetriche) per diminuire la scivolosità. La magnesite viene posta in appositi contenitori al bordo del campo di gara in modo che tutti gli atleti ne possano usufruire al bisogno.

### Arrampicata

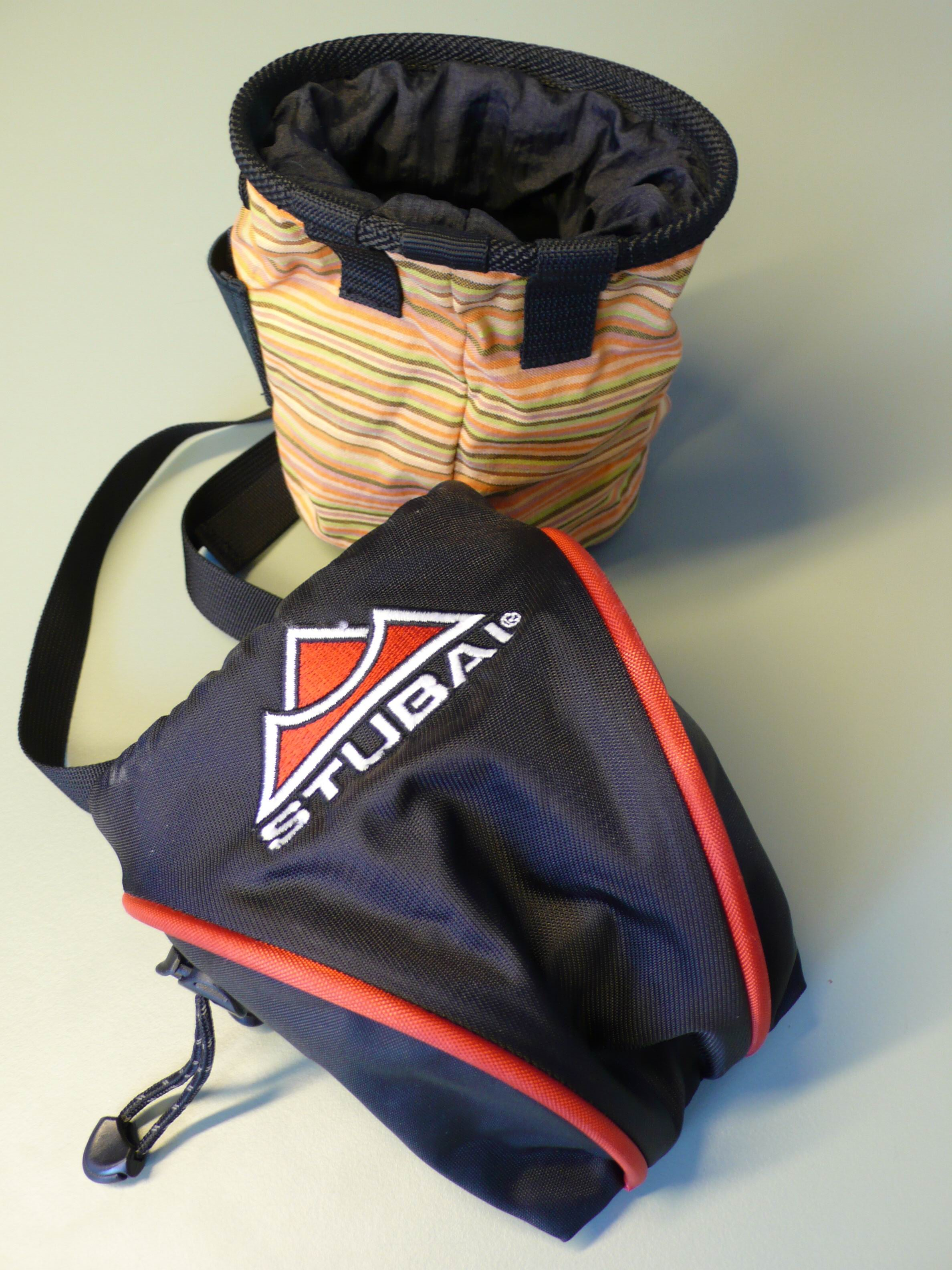
Due modelli di sacchetto per la magnesite

La magnesite viene utilizzata dagli arrampicatori per asciugare il sudore delle mani. È posta in un apposito sacchetto, fissato in vita con un cordino o all'imbragatura con un piccolo moschettone. Essa è importantissima perché nei casi più estremi l'aderenza dei polpastrelli è decisiva tanto quanto quella delle scarpette. Viene commercializzata in varie forme:
- in sacchetti sigillati, come panetto o in polvere. Una tecnica utile per ridurre perfettamente in polvere i panetti è utilizzare una grattugia da verdura. La polvere ottenuta è eccezionalmente soffice e adattissima allo scopo. In molte palestre è vietato l'utilizzo della magnesite in polvere libera, perché durante l'uso molta se ne disperde a terra.
- in palle di garza, che vengono manipolate dall'arrampicatore fino a ottenere la perfetta asciugatura delle mani. In questo modo si limita molto la dispersione nell'aria.
- allo stato liquido. Questo utilizzo prevede la miscelazione della magnesite polverizzata con alcol etilico denaturato e colofonia. La quantità d'alcol deve essere sufficiente a rendere molto liquido il miscuglio. Questo può essere poi messo in flaconi e utilizzato in palestra, ottenendo il medesimo effetto della magnesite in polvere annullando del tutto il problema della dispersione.